# Моллі Реншов
Моллі Реншов (англ. Molly Renshaw, 6 травня 1996) — британська плавчиня.
Учасниця Олімпійських Ігор 2016 року.
Чемпіонка світу з плавання на короткій воді 2016 року.
Чемпіонка Європи з водних видів спорту 2016, 2020 років, призерка 2014, 2018 років.
Призерка Чемпіонату Європи з плавання на короткій воді 2019 року.
Призерка Ігор Співдружності 2014, 2018 років.